# 金沢市立西南部小学校
金沢市立西南部小学校（かなざわしりつ せいなんぶしょうがっこう、英語: Kanazawa Municipal Seinanbu Elementary School）は、石川県金沢市八日市出町にある公立小学校。

## 概要
金沢市立押野小学校の児童数急増に伴い、1979年に金沢市立三和（）小学校が押野小学校から分離して開校したが、その後もさらに児童数増が続いたため、再び押野小学校から分離する形で1983年に当校が開校した。
校名は近隣の金沢市立西南部中学校（1965年開校）にちなんでおり、大部分の児童は同中学校へ進学している。
小学生クラス対抗30人31脚
2004石川県大会は学校初の決勝進出をし4位。そして2005石川県大会も2年連続で決勝進出をしたが昨年と同じく4位。2006石川県大会には3年連続決勝進出し9秒84(大会ベストタイム9秒69)で優勝し全国大会の切符をつかみ2006全国大会では、予選で9秒23という驚異的なタイムで決勝トーナメント(準々決勝)に進出した。だが、準々決勝で新潟県の妙高小学校に敗れた。(結果は全国ベスト8)　2007石川県大会では2年連続優勝を狙っていたが惜しくも準優勝、2008石川県大会も2年連続準優勝であった。※西南部小学校は5年連続石川県大会の決勝に残っている。

## 沿革
《主要な出典：》
- 1982年（昭和57年）1月14日 - （仮称）金沢市立第3押野小学校として建設起工式。
- 1983年（昭和58年）
  - 4月1日 - 金沢市立西南部小学校開校。
  - 4月5日 - 開校式挙行。
  - 7月10日 - プール竣工。
  - 10月8日 - 校舎・プール竣工式（創立記念日に設定）。校旗、校歌制定。
- 1992年（平成04年）10月8日 - 創立10周年記念式典を挙行。
- 1999年（平成11年）4月5日 - 特学教室開設。
- 2001年（平成13年）5月14日 - 日本語教室開設。

## 著名な関係者

### 元職員
- 金森俊朗（NHKスペシャル『涙と笑いのハッピークラス』）

## 所在地
- 〒921-8063　石川県金沢市八日市出町304番地